# 陳功 (台灣)
陳功（1943年—2008年10月18日），生於台灣台北市，著名的國際黑幫人士，創立國際華人黑幫竹聯幫的創幫元老，曾任四大護法之一，曾任總掌法、總執法等。美國政府及美國新聞媒體CNN將竹聯幫列為全球第四大黑幫，其幫派影響力在歐洲、美國、墨西哥、中國、台灣、日本、澳洲、東南亞地區、中東等地區。因外型蓄長髮，經常戴黑色墨鏡、穿著皮褲與嬉皮裝出現在公眾場合，被媒體稱之為「嬉皮教父」。
陳功活躍於1960年代至1990年代間，其胞弟陳林、堂弟陳忠也是竹聯幫的中堅份子，三人被統稱為「陳氏三兄弟」而知名於當代。經營房地產及工程營造生意並擁有台北多家夜店及餐酒館，媒體粗估身價上百億、晚年雖然淡出江湖，但是經常駕駛名貴轎車，法拉利、保時捷、蓮花、林肯、賓士流連在夜店舞廳等地，身邊大批保鑣小弟隨行並出手闊綽，並曾因吸食大麻、持有大量槍械、手榴彈、榴彈及榴彈發射器等屢遭特種部隊及警方查緝。
2008年，陳功因肝癌病逝於台北榮民總醫院，享年65歲。

## 生平
陳功生於台灣台北市眷村，父親是中華民國國軍將軍，其母為學校教師，家庭環境優渥。中學時期加入學生幫派「血盟幫」，時常與當地學生幫派份子鬥毆闖出名號。1959年高中時期就讀基隆高級水產學校時拜入竹聯幫，並於1960年在「周霸子」周榕領導的竹聯幫裡，擔任「掌法」的幹部職位。1964年間考入中華民國陸軍官校第36期，短暫離開竹聯幫，並以陸軍上尉退伍。
1968年7月4日，與「旱鴨子」陳啟禮、「蕭正」蕭正明、黃舜、「肥婆」林建發、「蜈蚣」吳功、汪沛雷、周令剛等八人，在「香港西餐廳事件」以卵擊石，僥倖擊退在地幫派牛埔幫上百人，並且與蕭正明一同持武士刀砍斷在場指揮的牛埔幫大哥的手，因而惡名遠播。
1972年間，竹聯幫正逢陳啟禮因「陳仁案」入獄，然而竹聯幫正處於以「周霸子」周榕及「白狼」張安樂等人為首的新舊派系對立之中，陳功由幫內大老「灰鴨」柳茂川的指派擔任「總掌法」一職，維持派系平衡協助管理竹聯幫成為領導人之一。
1980年代，竹聯幫在陳啟禮掌握中重新組織擴大發展，陳功亦擔任「總執法」等高層幹部職務，其弟陳林亦為風堂堂主，「執法陳功」之名號也因此在江湖上聲名遠播。1984年，因爆發「江南案」迫使台灣當局實行「一清專案」全國大掃黑，陳功為躲避掃黑而逃亡至菲律賓等地，最終遭到逮捕入獄並移送綠島監獄管訓三年半，出獄後便淡出江湖，鮮少出現在公開場合。
2007年11月，竹聯幫精神領袖「鴨霸子」陳啟禮的告別式上，陳功出席告別式會場致哀，因獨樹一幟的嬉皮外型而引起在場眾多大眾媒體關注報導，並被媒體稱為「竹聯嬉皮教主」使得陳功再引起社會大眾關注。媒體披露陳功雖已淡出江湖多年，但是經常駕駛保時捷，流連在夜店舞廳等地，並長年吸食大麻而屢遭警方查緝。
2008年10月18日，陳功因長年吸食大麻惡習緣故，因肝癌病逝於台北榮民總醫院，享年65歲。

## 家庭
據悉陳功與第一任妻子有一個大女兒，相當低調重未露面，也無公開資料可查詢。
陳功與前妻育有一子為台灣演員路斯明，兩人離婚後已另組家庭， 根據媒體報導路斯明公開否認繼承父親事業，從小由母親帶大並在美國讀書，與父親接觸不多。
另有一同父異母的兒子陳宏，是陳功最小的兒子，早期經常與兒子及保鏢司機在大直地區被媒體拍到，據悉相當疼愛保護，母親常年低調保護他未露面，陳宏首次露面是躍上新聞版面在其18歲時曾與2位國中同學共同犯下擄鴿勒索，據媒體報導其行事兇狠剽悍，根據法院公開判決書顯示因承認犯行並與被害人達成和解，以及沒有前科，且並非主謀，由台北地方法院宣判緩刑三年保護管束，據新聞媒體報導及法院公開判決書顯示，肄業於大直國中、畢業於台北實踐大學、英國劍橋大學碩士。據經濟部商業司公開資料，陳宏登記為宏創資訊國際有限公司等多家公司的負責人、董事長及股東。是否為接管繼承陳功的竹聯幫事業無從而知。
根據新聞報導其照片顯示，陳功有一個乾兒子 高吉良。

## 軼聞
陳功在1970年至1980年間，前後在台北市忠孝東路經營「藍沁咖啡廳」、以及新生南路經營「銀禧西餐廳」等餐飲業，而轟動當代的「江南案」涉案人員之一的竹聯幫忠堂堂主「小董」董桂森當初就是在陳功經營的西餐廳負責烹煮咖啡的小弟，其後由董桂森吸收的當代知名殺手「神經劉」劉煥榮等人，也被視為是陳功一系的人馬。
陳功在竹聯幫內被視為武將型人物，在竹聯幫戰功彪炳因而知名廣為人知，然而竹聯幫成立初期尚無幫主且派系林立，陳功與當代知名成員「肥婆」林建發、「猴子」吳沅新等這群來自基隆水產學校的成員，便被稱為「基竹」系統（基隆竹聯）而知名於當代。